# Gecinulus
Gecinulus é um género de aves da família dos pica-paus. As aves deste género encontram-se no Sul e no Sudeste Asiático.

## Lista de espécies[editar | editar código-fonte]
O género Gecinulus compreende 3 espécies:
- Pica-pau-do-bambu-nortenho, Gecinulus grantia
- Pica-pau-do-bambu-meridional, Gecinulus viridis
- Pica-pau-incandescente-de-raffles, Gecinulus rafflesii